# The Ballads ~Love & B'z~
The Ballads ~Love & B'z~ é a sexta coletânea da banda japonesa de hard rock B'z, lançada em 11 de dezembro de 2002 pela Vermillion Records. Vendeu 1.713.726 cópias no total, chegando à 1ª colocação da Oricon.

## Faixas
1. Itsuka no Meriikurisumasu (いつかのメリークリスマス)
2. Alone
3. Konya Tsuki no mieru Oka ni (今夜月の見える丘に)
4. Home
5. Calling
6. Time
7. Kienai niji (消えない虹)
8. Gekko (月光)
9. Hapinasu (Happiness) (ハピネス)
10. Mou ichido Kiss shitakatta (もう一度キスしたかった)
11. Naite naite nakiyandara (泣いて泣いて泣きやんだら)
12. One
13. Everlasting
14. Gold
15. Snow